# 池田菊苗
池田菊苗（日语：／ Ikeda Kikunae，1864年10月8日—1936年5月3日）是一名日本化學家，東京帝國大學化學教授，日本化學會及帝国学士院會員。他在1908年發現了第五種味覺「鮮味」（うま味）的化學機制及其關鍵活性成分穀胺酸，並於此基礎上發明了穀胺酸鈉味精，因此被譽為「味精之父」。
池田於1889年畢業於東京帝國大學化學系。1891年，他成為東京高等師範學校的教授。1896年，他成為東京帝國大學的副教授。1899年起，池田教授在德國萊比錫大學威廉·奧斯特瓦爾德教授的實驗室學習了兩年，那裡是當時物理化學的中心。在倫敦短暫停留後，他於1901年回國並晉升東京帝國大學化學系的正式教授。
1907年，池田與家人在日本東京帝國大學吃晚飯時突然停了下來。他發現當晚的高湯比平時更美味；在攪拌了幾次後，他意識到這一區別是加入了昆布和鰹魚乾所帶來的鮮美味道。他意識到昆布是這種味道的關鍵食材，並從那天起開始研究昆布的化學成分，終於在1908年成功分離出穀胺酸的棕色晶體穀胺酸鈉（MSG，也叫麩胺酸钠），並發現其傳遞出特有的味道，最終確定其為鮮味的化學基礎，將其命名為味之素。翌年他旋即開發出從小麥和脫脂大豆提取麩胺酸鈉的大規模生產技術，並為此申請專利。此突破性技術成功令全球麩胺酸鈉的產量突飛猛進。
池田同時亦有研究其他食物的鮮味成分，並證實肉類、海藻和番茄等食物均富含帶來鮮味的活性成分穀胺酸，據此歸納出人類很可能擁有對穀胺酸的味覺，因為它標誌著蛋白質的存在。
1985年4月18日，日本特許廳將他選為日本十大發明家之一。時至今日，麩胺酸鈉已被列為僅次於鹽和胡椒的頂級增味劑之一；雖然麩胺酸鈉已現代已改由發酵的玉米澱粉、甘蔗或甜菜中提煉，但其發明仍對味精的發展功不可沒，其創辦的味之素公司亦已發展成大型企業，目前有32,000多名員工。